# Shariraka Upanishad
La Shariraka Upanishad ou Śarīraka Upaniṣad (śarīraka : « ce vil corps ») est une upaniṣad de la tradition védique qui fait partie des trente-deux upaniṣad que la Muktikā associe au Krishna Yajur Veda. Au niveau du canon, elle est classée dans la catégorie des vingt-et-une upaniṣad générales ou communes (Sāmānya Upaniṣad).